# Robert Fico
Robert Fico (n. 15 septembrie 1964, Topoľčany, Western Slovakia⁠(d), Cehoslovacia) este un politician slovac.
A fost prim-ministru al Slovaciei în perioada 2006-2010 și din nou, în perioada 2012-2018. Din 2023 este din nou prim-ministru. El este fondatorul și președintele partidului Direcția - Social Democrația (SMER-SD). 
Fico a fost membru al Partidului Comunist din Cehoslovacia. Ales pentru prima dată în Consiliul Național în 1992, acesta a fost numit ulterior în Consiliul Europei. În urma victoriei partidului său la alegerile din 2006, el a devenit prim-ministru, funcție pe care a exercitat-o până în 2010. În perioada 2010-2012 a fost liderul opoziției, redevenind prim-ministru în urma alegerilor din 2012. Fico a candidat fără succes la alegerile prezidențiale din 2014, fiind învins de Andrej Kiska.
În mai 2018, în urma crizei politice generate de uciderea jurnalistului Ján Kuciak, guvernul Fico și-a dat demisia, guvernul ce l-a succedat fiind condus de Peter Pellegrini.
În aprilie 2022 a fost acuzat că a înființat și condus o organizație criminală. În 2023 a câștigat alegerile.